# آنا فيتسوريك
آنا فيتسوريك (بالألمانية: Anne Wizorek)‏ هي ناشطة نسوية ألمانية، وُلدت عام 1981 في رودرسدورف في برلين في المانيا. اشتهرت آنا في عام 2013 من خلال تغريداتها حول العنصرية الجنسية وخاصة حول العنصرية الجنسية اليومية، وكانت التغريدات تحت هاشتاج «الصرخة» (Aufschrei).

## حياتها
إن آنا هي ابنة مهندسة ميكانيكية، وقد درست الآدب الألماني الحديث والأدب المقارن في جامعة برلين الحرة ثم درست علوم اللغة الإسكندنافية وآدابها في جامعة هومبولت ولكنها لم تتم دراستها.

## نشاطاتها النسوية
إن آنا ناشطة منذ عام 2008 على موقع التواصل الاجتماعي تويتر، وقد أدارت مدونة كلايندراي (kleinerdrei) منذ عام 2013 وحتى عام 2018 وكانت تدير رئاسة التحرير بالتعاون مع الصحفية يوليانا ليوبولد.
استخدمت آنا والناشطات النسويات الأخريات هاشتاج الصرخة في مساء يومي الرابع والعشرين والخامس والعشرين من شهر يناير لعام 2013 وذلك لجمع تحت هذا الهشتاج تجارب التميز الجنسي والعنف الجنسي ضد النساء ولجعل هذا الأمر جليًا، ولكن الأمر ُفُهم بطريقة خاطئة حيث فُهم أنه ردة فعل على مقال «نكتة السيد (Herrenwitz)» للصحفية لورا هيميلرايش الذي نشرته مجلة شتيرن، ولكن وفقًا لآنا فإن الأمر حدث عن طريق المصادفة؛ التي دفعت إلى المناظرات الإعلامية من جديد.
أثارت التغريدات الحماس وتسببت أيضًا في انتقادات، فقد انتقدت آنا ونشاطات أخريات الرئيس الإتحادي يواخيم جاوك في خطاب مفتوح بعد أن وصف المناظرات بأنها «ضجة الفضيلة»
استخدمت آنا بعد آحداث الاعتداءات الجنسية التي حدثت عشية رأس السنة هاشتاج «بدون استثناء» ضد التميز الجنسي والعنصرية، وفي هذا الصدد استندت إلى مقالة صحيفة تاجيستسايتونج
بأنه قد يكون هناك عشرات حالات اغتصاب قد تصل إلى المئات خلال احتفال أوكتوبرفست كما أن هذا الجرم الذي يرتكبه «في المقام الأول» «الألمان ذو البشرة البيضاء» تم التقليل من شأنه.؛ وعليه فقد اُنتقدت آنيا من الإعلام والخبراء. نفى كلًأ من راينر زيميتس من مفوضية مكافحة الاعتداءات الجنسية التابعة لشرطة ميونخ ومايكه بوبليتس من خط طوارئ المرأة هذا العدد من الاعتداءات. وفي شهر أكتوبر من عام 2016 أعلنت الشرطة أن اثنين من أصل الثمانية عشر مشتبه بهم في 31 جرائم الاعتداء الجنسي- من بينها الاغتصاب- في مهرجان أكتوبرفيست كانوا حاملي الجنسية الألمانية
كانت آنا عضوة في لجنة خبراء التقرير الثاني للمساوة بين الجنسين في الحكومة الإتحادية الألمانية من عام 2015 وحتى عام 2017.

## الجوائز
حصلت آنا في الحادي والعشرين من يونيو لعام 2013 على جائزة جريمي الإلكترونية لفئة «مميز»، ليصبح هاشتاج الصرخة الأول من نوعه يحصل على الجائزة.

## جدل حول كتابها
أصدرت آنا كتابها بعنوان لأن صرخة واحدة لاتكفي. من أجل نسوية اليوم (Weil ein Aufschrei nicht reicht. Für einen Feminismus von heute.)، وقد أثار الكتاب جدلًا إعلاميًا  وقد دعت آنا متابعيها على توتر إلى مراجعة الكتاب على موقع امازون وألا يقيموا الانتقادات الذكورية بأنها مفيدة.

## الكتاب
- Weil ein Aufschrei nicht reicht. Für einen Feminismus von heute. Fischer, Frankfurt am Main 2014, ISBN 978-3-596-03066-8 (لأن صرخة واحدة لا تكفي. من أجل نسوية اليوم)

## وصلات خارجية
- الموقع الرسمي لأنا فيتسوريك
- صفحة آنا فيتسوريك الرسمية على التويتر
- سيرة ذاتية قصيرة لآنا فيتسوريك وتفيم لكتابها على موقع perlentaucher